# 6765 Fibonacci
6765 Fibonacci è un asteroide della fascia principale. Scoperto nel 1982, presenta un'orbita caratterizzata da un semiasse maggiore pari a 2,2982432 au e da un'eccentricità di 0,1537599, inclinata di 4,08582° rispetto all'eclittica.
L'asteroide è dedicato al matematico italiano Leonardo Fibonacci.